# Bähncke (virksomhed)
 For alternative betydninger, se Bähncke. (Se også artikler, som begynder med Bähncke)
Bähncke A/S, oprindeligt W. Bahncke & Co's Fabriker A/S er et dansk fødevaremærke, der er ejet af Orkla ASA. Indtil 2002 var det også en dansk sennepseddike- og konservesfabrik. Fabrikken er grundlagt 1830 i Kiel og blev overflyttet til København i 1858 af Wilhelm Bähncke, der ledede fabrikken til sin død i 1907; firmaet blev videreført af hans to sønner, Emil Bähncke (1860-1931) og Albert Bähncke (1862-1926).
I 1884 indviede Bähncke eddikebryggeriet Katrinebjerg, i 1932 blev sloganet "Intet bord uden Bähncke" skabt, og i 1935 vandt Bähnckes sennep, Golden Mustard, Diplome d’Honneur på verdensudstillingen i Bruxelles.
I 1931 omdannedes firmaet til et familie-aktieselskab, hvis første bestyrelse bestod af Asger Wilhelm Hansen, Ø. Ahnfelt-Rønne og N. Borup Svendsen. Bestyrelsen bestod i 1950 af Asger Wilhelm Hansen (f. 1889), N. Borup Svendsen (f. 1891), fru H. Grønbech, Hugo Lehrmann, fru Ellen Lehrmann og fru Lily Bahncke. Selskabets direktør var siden 1931 Knud Strandberg (f. 1890).
I 1982 blev Bähncke en del af De Danske Spritfabrikker og i 1989 en del af Danisco A/S. Bähncke blev i 2005 overtaget af den norske koncern og nuværende ejer Rieber & Søn ASA, som også ejer K-Salat og Denja. I 2008 kunne Bähncke fejre 150 års jubilæum.
Firmaet havde tidligere adresse på Jagtvej 115 i København og flyttede i 1958 til Ballerup. Administrationen ligger i dag i Føllenslev, mens produktionen finder sted i Skælskør.

## Bähnckes historie
Wilhelm Bähncke (1831-1907) blev født i Kiel og voksede op som søn af en sennepsfabrikant. Som 22-årig rejste han til Danmark, hvor han aftjente sin værnepligt. Her opstod ideen om at etablere en sennepsfabrik i Danmark, som han realiserede tre år senere i 1858. Dermed var grundstenen til en unik sennepsvirksomhed lagt.
- 1858: Wilhelm Bähncke etablerer  Danmarks første sennepsfabrik i Sølvgade 6 i København.
- 1867: Wilhelm Bähncke får patent på sin opfindelse af sennepspulver og diplom i Paris for sennepsproduktion.
- 1869: Bähncke Sennep får sølvmedalje ved den Internationale Udstilling i Altona
- 1871: Bähncke flytter til Niels Juels Gade i København.
- 1879: Bähncke anlægger et eddikebryggeri.
- 1881: Bähncke Sennep får bronzemedalje ved Industriudstillingen i Malmø.
- 1884: Eddikebryggeriet Kathrinebjerg oprettes.
- 1888: Bähncke modtager to medaljer på den nordiske Industri- og Landbrugudstilling: En medelje af første klasse til Kathrinebjerg Eddike og en sølvmedelje Bähncke Sennep
- 1900: Sønnerne Emil og Albert Bähncke overtager driften.
- 1906: Bähncke Sennep får medalje ved den Internationale Udstilling i Altona.
- 1908: Bähncke & Co´s 50 års jubilæum.
- 1909: Bähncke Sennep får sølvmedelje på landbrugudstillingen i Aarhus.
- 1919: Bähncke flytter til Jagtvej 113-115 i København.
- 1925: Bähncke logoet bliver skabt.
- 1932: Det stadig aktuelle slogan "Intet bord uden Bähncke" bliver skabt.
- 1935: Bähncke modtager den internationale hæderspris Diplome d´Honneur for sennepspulveret Golden Mustard på Verdensudstillingen i Bruxelles
- 1958: Bähncke fejrer 100 års jubilæum og bygger nu fabrik i Ballerup.
- 1969: Bähncke lancerer sennepsglas med "Chitty Chitty Bang Bang" racerbiler.
- 1972: W. Bähncke & Co.. og U.G. Fabrikken A/S fusionerer.
- 1982: Bähncke opkøbes af De Danske Spritfabrikker.
- 1984: Bähncke Delikatessefabrikker A/S opkøber Danløg A/S, Fejø Løgindustri ApS, De Danske Løgfabrikker A/S.
- 1989: Bähncke bliver en del af Danisco A/S og flytter til Skælskør.
- 1991: Bähncke køber Arffmanns Sennep.
- 1994: Bähncke opkøber Carna Konsum i Odense.
- 2002: Bähncke bliver igen en privatejet virksomhed.
- 2005: Bähncke bliver købt af den norske koncern og nuværende ejer Riber & Søn ASA, som også ejer K-Salat.
- 2008: Bähncke lancerer nyt glas og design på sennepsvarianterne i anledning af 150 års jubilæet.